# Erepsia aristata
Erepsia aristata är en isörtsväxtart som först beskrevs av L. Bol., och fick sitt nu gällande namn av S. Liede och H.E.K. Hartmann. Erepsia aristata ingår i släktet Erepsia och familjen isörtsväxter. Inga underarter finns listade i Catalogue of Life.